# Pipincatla
Pipincatla är en ort i Mexiko.   Den ligger i kommunen Ixcateopan de Cuauhtémoc och delstaten Guerrero, i den södra delen av landet, 130 km sydväst om huvudstaden Mexico City. Pipincatla ligger 1 466 meter över havet och antalet invånare är 374.
Terrängen runt Pipincatla är kuperad. Runt Pipincatla är det ganska glesbefolkat, med 47 invånare per kvadratkilometer. Närmaste större samhälle är Teloloapan, 11,1 km sydväst om Pipincatla. I omgivningarna runt Pipincatla växer huvudsakligen savannskog.